# Peter Martins
Peter Martins (Copenhague, 27 de octubre de 1946) es un bailarín de ballet y coreógrafo danés. Fue uno de los bailarines principales del Real Ballet Danés y del New York City Ballet. Desde 1981, fue uno de los maestros del ballet junto a George Balanchine, Jerome Robbins y John Taras. Luego de retirarse del escenario en 1983, se convirtió en codirector del Ballet junto a Robbins y desde 1990 ha estado a cargo de los detalles artísticos del Ballet.

## Biografía
Martins nació y creció en Dinamarca, en donde estudió en la Escuela del Real Ballet Danés. Entre 1965 y 1969, fue uno de los bailarines de este Ballet. Para 1970, era reconocido mundialmente y decidió unirse al Ballet de la Ciudad de Nueva York tras recibir una invitación del cofundador George Balanchine. Allí, interpretó diferentes papeles, apareciendo en Apolo Musageta y El cascanueces. Martins bailó frecuentemente con Suzanne Farrell, aunque sus colaboraciones terminaron cuando ella se retiró en 1989. En 1981, Balanchine lo nombró como uno del os maestros del ballet. En 1983, se retiró de los escenarios y en 1990, asumió el puesto de maestro general del ballet.
Martins ha coreografiado obras tanto para el Real Ballet Danés como para el Ballet de la Ciudad de Nueva York. Su primera coreografía fue para Calcium Light Night, estrenado en 1977 con música de Charles Ives. Posteriormente, coreografió otros ballets tales como Octet, Friandises, La bella durmiente del bosque, El lago de los cisnes y Romeo + Juliet. Martins también realizó la coreografía de las películas Barbie en el cascanueces y Barbie of Swan Lake. En 1986, fue nominado al Premio Tony a la mejor coreografía por su trabajo en el musical Song and Dance. 
Martins publicó una autobiografía titulada Far From Denmark en 1982. Su hijo, Nilas Martins (hijo de la bailarina Lise la Cour) es uno de los bailarines principales del Ballet de la Ciudad de Nueva York. Martins tuvo una relación con la exbailarina Heather Watts. En 1991, se casó con la bailarina Darci Kistler. La pareja tuvo una hija (Talicia) en 1996.